# ناحیه بینگهام، شهرستان کلینتون، میشیگان
ناحیه بینگهام (به انگلیسی: Bingham Township) یک منطقهٔ مسکونی در ایالات متحده آمریکا است که در شهرستان کلینتون، میشیگان واقع شده‌است.
 ناحیه بینگهام ۸۳٫۹۴ کیلومتر مربع مساحت و ۲٬۸۵۹ نفر جمعیت دارد و ۲۲۸ متر بالاتر از سطح دریا واقع شده‌است.